# Pjotr Wrangel
Pjotr Nikolajevitj Wrangel (russisk: Пётр Николаевич Врангель, tr. Pjotr Nikolajevitj Vrangel; også kendt som Den sorte baron; født 15. august 1878 i Zarasai, Kovno guvernement, Det russiske kejserrige (nu Litauen), død 25. april 1928 i Bruxelles, Belgien) var en tyskbaltisk baron, kavalerigeneral og russisk kontrarevolutionær i den hvide garde i den russiske borgerkrig.

## Liv
Som mineingeniør og forretningsmand i sibirisk minedrift deltog Wrangel i den russisk-japanske krig i 1904-1905. Så blev han officerer. Wrangel udmærkede sig under Første Verdenskrig og steg til divisiongeneral for kosaktropperne. Efter oktoberrevolutionen deltog Wrangel i Kornilovs og Denikins kontrarevolutionære kampagne i det sydlige Rusland. Denikin udnævnte ham til underkommandør. Efter Denikin retræte i slutningen af 1919 overtog Wrangel 4. april 1920 kommandoen over den sydlige del af den hvide hær og kaldte sig øverstkommanderende. I løbet af foråret og sommeren 1920 under den polsk-sovjetiske krig vandt Wrangel succeser og viste utvivlsomt lederskab. Efter våbenhvileaftalen mellem Sovjetunionen og Polen i oktober 1920 kunne bolsjevikkerne indsætte overlegne styrker mod Wrangels front.
Efter et nederlag på Krim, hvor han mistede halvdelen af sin stående hær, organiserede Wrangel en masseevakuering over Sortehavet. Wrangel gav hver officer, soldat, og civil frit valg: enten at blive evakueret med ham til ukendt sted, eller blive i Rusland og møde den røde hærs dom. Wrangel evakuerede de hvide styrker i resten af den russiske kejserlige flåde, der blev kendt som Wrangel flåde. De sidste militære og civile forlod Rusland med Wrangel om bord på General Kornilov den 14. november 1920. I første omgang levede Wrangel på sin yacht Lucullus i Konstantinopel, som blev vædret og sænket af den italienske damper Adria, som var sejlet fra det sovjetiske Batumi. Wrangel, der var i land, slap med livet i behold fra attentatforsøget.
Wrangel rejste derefter med sin stab via Tyrkiet og Tunesien til Kongeriget Jugoslavien som leder af alle russiske flygtninge, og den mest fremtrædende Hvide emigrant. I 1924 etablerede han den russiske Almilitære Union, en organisation oprettet for at kæmpe for at bevare enheden af alle Hvide kræfter uden for Sovjetunionen. Han bosatte sig i Bruxelles i Belgien i september 1927, hvor han arbejdede som mineingeniør.

## Død
Wrangel døde pludseligt i 1928, og Wrangels familie mente, at han var blevet forgiftet af sin bror, som kortvarigt boede i hos ham i Bruxelles og angiveligt var sovjetisk agent.